# Copa Perú 1968
La Copa Perú 1968 fue la edición número 2 en la historia de la competición. El torneo otorgó un cupo al torneo de Primera División y finalizó el 11 de mayo tras terminar el hexagonal final que tuvo como campeón al Carlos A. Mannucci. Con el título obtenido este club lograría el ascenso al Campeonato Descentralizado 1968.

## Etapa Regional
Esta etapa se jugó con 23 equipos luego de la finalización de la "Etapa Departamental" que clasificó al equipo campeón cada Departamento del Perú (excepto la Provincia Constitucional del Callao).

### Región Norte A
| Departamento | Club                 | Ciudad   |
| ------------ | -------------------- | -------- |
| Cajamarca    | Deportivo Bracamoros | Jaén     |
| Lambayeque   | San Lorenzo          | Chiclayo |
| Piura        | Sport Chorrillos     | Talara   |
| Tumbes       | Sport Tumbes         | Tumbes   |

| Equipo               | PJ | PG | PE | PP | Pts |
| -------------------- | -- | -- | -- | -- | --- |
| Sport Chorrillos     | 6  | 5  | 0  | 1  | 10  |
| San Lorenzo          | 6  | 4  | 0  | 2  | 8   |
| Sport Tumbes         | 5  | 2  | 0  | 3  | 4   |
| Deportivo Bracamoros | 5  | 0  | 0  | 5  | 0   |

### Región Norte B
| Departamento | Club                | Ciudad         |
| ------------ | ------------------- | -------------- |
| Áncash       | José Gálvez         | Chimbote       |
| Huánuco      | León de Huánuco     | Huánuco        |
| La Libertad  | Carlos A. Mannucci  | Trujillo       |
| Pasco        | Estudiantil Carrión | Cerro de Pasco |

| Equipo              | PJ | PG | PE | PP | Pts |
| ------------------- | -- | -- | -- | -- | --- |
| Carlos A. Mannucci  | 6  | 3  | 2  | 1  | 8   |
| León de Huánuco     | 6  | 1  | 4  | 1  | 6   |
| José Gálvez         | 6  | 2  | 1  | 3  | 5   |
| Estudiantil Carrión | 6  | 2  | 1  | 3  | 5   |

### Región Oriente
| Departamento | Club           | Ciudad      |
| ------------ | -------------- | ----------- |
| Amazonas     | Nor Oriente    | Chachapoyas |
| Loreto       | CNI            | Iquitos     |
| San Martín   | Unión Progreso | Moyobamba   |

| Equipo         | PJ | PG | PE | PP | Pts |
| -------------- | -- | -- | -- | -- | --- |
| CNI            | 3  | 3  | 0  | 0  | 6   |
| Nor Oriente    | 3  | 1  | 0  | 2  | 2   |
| Unión Progreso | 2  | 0  | 0  | 2  | 0   |

### Región Centro
| Departamento | Club                      | Ciudad       |
| ------------ | ------------------------- | ------------ |
| Huancavelica | Unión Deportivo Ascensión | Huancavelica |
| Ica          | Víctor Bielich            | Pisco        |
| Junín        | Universitario             | Tarma        |
| Lima         | Aurora Chancayllo         | Chancay      |

| Equipo                    | PJ | PG | PE | PP | Pts |
| ------------------------- | -- | -- | -- | -- | --- |
| Aurora Chancayllo         | 6  | 4  | 1  | 1  | 9   |
| Víctor Bielich            | 6  | 3  | 2  | 1  | 8   |
| Universitario             | 5  | 1  | 2  | 2  | 4   |
| Unión Deportivo Ascensión | 5  | 0  | 1  | 4  | 1   |

### Región Sureste
| Departamento  | Club                | Ciudad           |
| ------------- | ------------------- | ---------------- |
| Apurímac      | Miguel Grau         | Abancay          |
| Ayacucho      | Universitario       | Ayacucho         |
| Cusco         | Cienciano           | Cusco            |
| Madre de Dios | Deportivo Maldonado | Puerto Maldonado |
| Puno          | Unión Carolina      | Puno             |

- Clasificado: Cienciano.

### Región Sur
| Departamento | Club              | Ciudad   |
| ------------ | ----------------- | -------- |
| Arequipa     | FBC Melgar        | Arequipa |
| Moquegua     | Atlético Huracán  | Moquegua |
| Tacna        | Coronel Bolognesi | Tacna    |

| Equipo            | PJ | PG | PE | PP | Pts |
| ----------------- | -- | -- | -- | -- | --- |
| FBC Melgar        | 4  | 2  | 2  | 0  | 6   |
| Coronel Bolognesi | 4  | 1  | 1  | 2  | 3   |
| Atlético Huracán  | 4  | 1  | 1  | 2  | 3   |

## Hexagonal final
| Equipo             | PJ | PG | PE | PP | GF | GC | DG | Pts |
| ------------------ | -- | -- | -- | -- | -- | -- | -- | --- |
| Carlos A. Mannucci | 5  | 4  | 0  | 1  | 10 | 4  | +6 | 8   |
| Sport Chorrillos   | 5  | 3  | 1  | 1  | 9  | 5  | +4 | 7   |
| CNI                | 5  | 2  | 1  | 2  | 4  | 8  | -4 | 5   |
| Cienciano          | 5  | 1  | 2  | 2  | 6  | 8  | -2 | 4   |
| FBC Melgar         | 5  | 1  | 1  | 3  | 5  | 7  | -2 | 3   |
| Aurora Chancayllo  | 5  | 1  | 1  | 3  | 4  | 6  | -2 | 3   |

| \| Jor. \| Fecha \| Ciudad \| Local \| Score \| Visitante \| \| ---- \| ---------- \| ------ \| ------------------ \| ----- \| ------------------ \| \| 1 \| 28-04-1968 \| Lima \| FBC Melgar \| 3-0 \| Cienciano \| \| 1 \| 28-04-1968 \| Lima \| Carlos A. Mannucci \| 4-0 \| CNI \| \| 1 \| 28-04-1968 \| Lima \| Sport Chorrillos \| 1-0 \| Aurora Chancayllo \| \| 2 \| 01-05-1968 \| Lima \| Cienciano \| 2-0 \| CNI \| \| 2 \| 01-05-1968 \| Lima \| Aurora Chancayllo \| 2-1 \| FBC Melgar \| \| 2 \| 01-05-1968 \| Lima \| Sport Chorrillos \| 3-2 \| Carlos A. Mannucci \| \| 3 \| 05-05-1968 \| Lima \| CNI \| 2-1 \| Aurora Chancayllo \| \| 3 \| 05-05-1968 \| Lima \| Carlos A. Mannucci \| 2-1 \| Cienciano \| \| 3 \| 05-05-1968 \| Lima \| Sport Chorrillos \| 3-0 \| FBC Melgar \| \| 4 \| 08-05-1968 \| Lima \| CNI \| 1-1 \| FBC Melgar \| \| 4 \| 08-05-1968 \| Lima \| Carlos A. Mannucci \| 1-0 \| Aurora Chancayllo \| \| 4 \| 08-05-1968 \| Lima \| Sport Chorrillos \| 2-2 \| Cienciano \| \| 5 \| 11-05-1968 \| Lima \| Cienciano \| 1-1 \| Aurora Chancayllo \| \| 5 \| 11-05-1968 \| Lima \| Carlos A. Mannucci \| 1-0 \| FBC Melgar \| \| 5 \| 11-05-1968 \| Lima \| CNI \| 1-0 \| Sport Chorrillos \| |            |        |                    |       |                    |
| Jor. | Fecha      | Ciudad | Local              | Score | Visitante          |
| 1 | 28-04-1968 | Lima   | FBC Melgar         | 3-0   | Cienciano          |
| 1 | 28-04-1968 | Lima   | Carlos A. Mannucci | 4-0   | CNI                |
| 1 | 28-04-1968 | Lima   | Sport Chorrillos   | 1-0   | Aurora Chancayllo  |
| 2 | 01-05-1968 | Lima   | Cienciano          | 2-0   | CNI                |
| 2 | 01-05-1968 | Lima   | Aurora Chancayllo  | 2-1   | FBC Melgar         |
| 2 | 01-05-1968 | Lima   | Sport Chorrillos   | 3-2   | Carlos A. Mannucci |
| 3 | 05-05-1968 | Lima   | CNI                | 2-1   | Aurora Chancayllo  |
| 3 | 05-05-1968 | Lima   | Carlos A. Mannucci | 2-1   | Cienciano          |
| 3 | 05-05-1968 | Lima   | Sport Chorrillos   | 3-0   | FBC Melgar         |
| 4 | 08-05-1968 | Lima   | CNI                | 1-1   | FBC Melgar         |
| 4 | 08-05-1968 | Lima   | Carlos A. Mannucci | 1-0   | Aurora Chancayllo  |
| 4 | 08-05-1968 | Lima   | Sport Chorrillos   | 2-2   | Cienciano          |
| 5 | 11-05-1968 | Lima   | Cienciano          | 1-1   | Aurora Chancayllo  |
| 5 | 11-05-1968 | Lima   | Carlos A. Mannucci | 1-0   | FBC Melgar         |
| 5 | 11-05-1968 | Lima   | CNI                | 1-0   | Sport Chorrillos   |

|                              |
| Carlos A. Mannucci 1º título |